# Paralastor hirtiventris
Paralastor hirtiventris är en stekelart som först beskrevs av Cameron 1911.  Paralastor hirtiventris ingår i släktet Paralastor och familjen Eumenidae. Inga underarter finns listade i Catalogue of Life.